# 에릭 와인스타인
에릭 로스 와인스타인(영어: Eric Ross Weinstein, 1965년 10월 26일 ~ )은 미국의 수학자, 경제학자, 팟캐스트 진행자이다. 그는 하버드 대학교에서 수리물리학 박사 학위를 취득했으며, 피터 틸이 운영하는 투자회사 틸 캐피털(Thiel Capital)에서 매니징 디렉터로 활동하였다. 와인스타인은 물리학 이론 ‘지오메트릭 유니티(Geometric Unity)’를 제안하였으며, 주류 학문과 정치적 올바름 담론에 대한 비판적 시각으로 주목받아왔다. 그는 “인텔렉추얼 다크 웹(Intellectual Dark Web)”이라는 용어를 창시한 인물로도 알려져 있으며, 지식과 문명을 주제로 한 팟캐스트 《더 포털(The Portal)》을 진행해왔다. 또한 그의 동생은 진화생물학자인 브렛 와인스타인이다.

## 생애
에릭 로스 와인스타인(Eric Ross Weinstein)은 1965년 10월 26일 미국 캘리포니아주 로스앤젤레스에서 태어났다. 그는 유대인 가정에서 자라났으며, 그의 동생은 진화생물학자로 활동하는 브렛 와인스타인이다. 에릭 와인스타인은 수학과 이론물리학, 경제학에 걸쳐 학제 간 연구를 수행한 학자로 알려져 있으며, 대학 학부는 펜실베이니아 대학교에서 수학을 전공하며 마쳤다. 이후 하버드 대학교로 진학하여 수리물리학 박사과정을 밟았고, 1992년 박사학위를 취득하였다. 그의 박사학위 논문은 “Extension of Self‑Dual Yang‑Mills Equations Across the Eighth Dimension”이라는 제목의 고차원 양-밀스 방정식에 관한 수학적 연구였다.
박사학위 취득 이후 그는 미국 내 유수의 학술기관과 연구기관에서 활동하였으며, MIT, 하버드 대학교, 히브리 대학교 등지에서 수학과 물리학 관련 강의 및 연구를 수행하였다. 그는 수학뿐만 아니라 경제학 분야에도 깊은 관심을 갖고 연구하였고, 1990년대에는 Natron Group에서 금융과 경제 모델링에 관한 컨설턴트로 활동하기도 했다. 이후 그는 경제학, 물리학, 수학을 통합적으로 사고하는 독립 연구자의 길을 걸었으며, 전통적인 학문 체계의 한계와 혁신 억제 메커니즘을 비판해 왔다.
2013년 에릭 와인스타인은 영국 옥스퍼드 대학교에서 열린 강연에서 “Geometric Unity”(기하학적 통일)이론이라 명명한 새로운 물리학 이론을 발표하였다. 이 이론은 일반 상대성 이론과 양자역학을 통합하려는 시도였으나, 그 내용은 동료 평가(peer review)를 거치지 않았고, 정식 논문으로 출간되지 않은 채 강연 형식으로만 공개되었다. 따라서 학계에서는 해당 이론의 수학적 완성도와 물리적 예측 가능성에 대해 회의적인 반응이 많았다. 그럼에도 불구하고 이 이론은 물리학계 바깥에서 일부 대중적인 관심을 끌었으며, 에릭 와인스타인이 주류 학계 밖에서 독립적으로 이론 물리학을 연구하는 인물로 주목받는 계기가 되었다.
2013년부터 그는 억만장자 기업가이자 벤처투자자인 피터 틸의 투자회사인 틸 캐피털(Thiel Capital)에 합류하여 매니징 디렉터(Managing Director)로 재직하였다. 그는 틸 캐피털에서 기술, 금융, 학문 연구의 접점을 탐색하며 다양한 프로젝트에 자문 역할을 하였다. 그는 이 시기부터 대중 매체와 인터넷 공간에서 적극적으로 발언을 시작하였으며, 특히 2017년 무렵부터는 “Intellectual Dark Web”이라는 용어를 처음 제시하여, 정치적 올바름에 대한 비판과 자유로운 담론의 필요성을 주장하는 지식인들의 네트워크를 묘사하였다. 이 개념은 그의 동생 브렛 와인스타인, 샘 해리스, 조던 피터슨, 벤 샤피로 등과 연계되어 언급되며, 미국 내 보수적이거나 자유주의적 관점의 지식 담론에서 중요한 역할을 하게 되었다.
에릭 와인스타인은 이후 “The Portal”이라는 팟캐스트를 직접 진행하며 철학, 과학, 문명, 문화, 정치 등 다양한 주제를 심층적으로 다루었다. 이 팟캐스트는 일반 대중뿐 아니라 지식인층에서도 반향을 일으켰으며, 각계각층의 인사들이 출연하여 대화를 나누었다. 팟캐스트 외에도 그는 유튜브, 트위터 등을 통해 학문적 논의, 정치적 관점, 세계 질서에 대한 비판적 시각을 꾸준히 발신하였다.
2020년대 들어 그는 세계 정세에 대한 강한 위기의식을 표명하면서, 인공지능(AI)의 발전, 핵무기 위협, 글로벌 질서의 해체, 권위주의의 재등장, 진실을 왜곡하는 언론 구조 등에 대한 문제를 제기하였다. 그는 특히 미국을 포함한 서구 민주주의 국가들이 정보기관, 언론, 학문 기관을 통해 자유로운 사유를 억압하고 있으며, 혁신을 차단하고 있다고 주장하였다. 이러한 억압적 구조를 그는 “Distributed Idea Suppression Complex (DISC)”라 명명하고, 그 구조에 맞서는 지식인의 역할을 강조하였다. 그는 이와 같은 논의를 통해 기존의 좌우 이념 구도를 넘는 새로운 지식인상과 사회 비판을 제시하려 하였다.
그는 경제학자이자 자신의 배우자인 피아 말라니(Pia Malaney)와 결혼하였으며, 슬하에 자녀 1명을 두고 있다. 말라니 역시 경제학자로 활동하면서 경제적 복지, 정책모델링 등에 관심을 가져왔다. 와인스타인은 가족과 함께 학문, 경제, 사회 구조에 대해 함께 논의하고 연구를 진행하는 것으로 알려져 있다.
그는 2024년과 2025년에 걸쳐 다양한 인터뷰와 팟캐스트에 출연하였고, 특히 《The Diary Of A CEO》, 《Lex Fridman Podcast》, 《Jordan Peterson Podcast》 등에서도 자신의 견해를 밝혔다. 이들 인터뷰에서 그는 제프리 엡스타인이 미국 정보기관의 자산일 가능성을 언급하였으며, 미국 내 엘리트 권력 구조가 부패되어 있다고 강도 높게 비판하였다. 또한 세계는 이미 “붕괴가 시작된 상태(The Collapse Has Already Started)”라고 언급하며, 미래에 대한 통제되지 않은 위험 요소들이 누적되고 있다고 경고하였다.